# Кинара
Кинара (на португалски: Quinara) е регион в централна Гвинея-Бисау. Площта му е 3138 квадратни километра, а населението – 63 610 души (по преброяване през март 2009 г.). Има излаз на Атлантическия океан. Столицата на регион Кинара е град Буба, с население близо 7000 души. Регионът е разделен на четири сектора – Буба, Емпада, Фулакунда и Тите.